# Bogojevce
Bogojevce (en serbe cyrillique : Богојевце) est une localité de Serbie située sur le territoire de la Ville de Leskovac, district de Jablanica. Au recensement de 2011, elle comptait 1 354 habitants.

## Géographie
Bogojevce est officiellement classé parmi les villages de Serbie. À la hauteur de Bogojevce, la rivière Veternica est reliée par un canal à la Jablanica, avant de se jeter non loin de là dans la Južna Morava. 

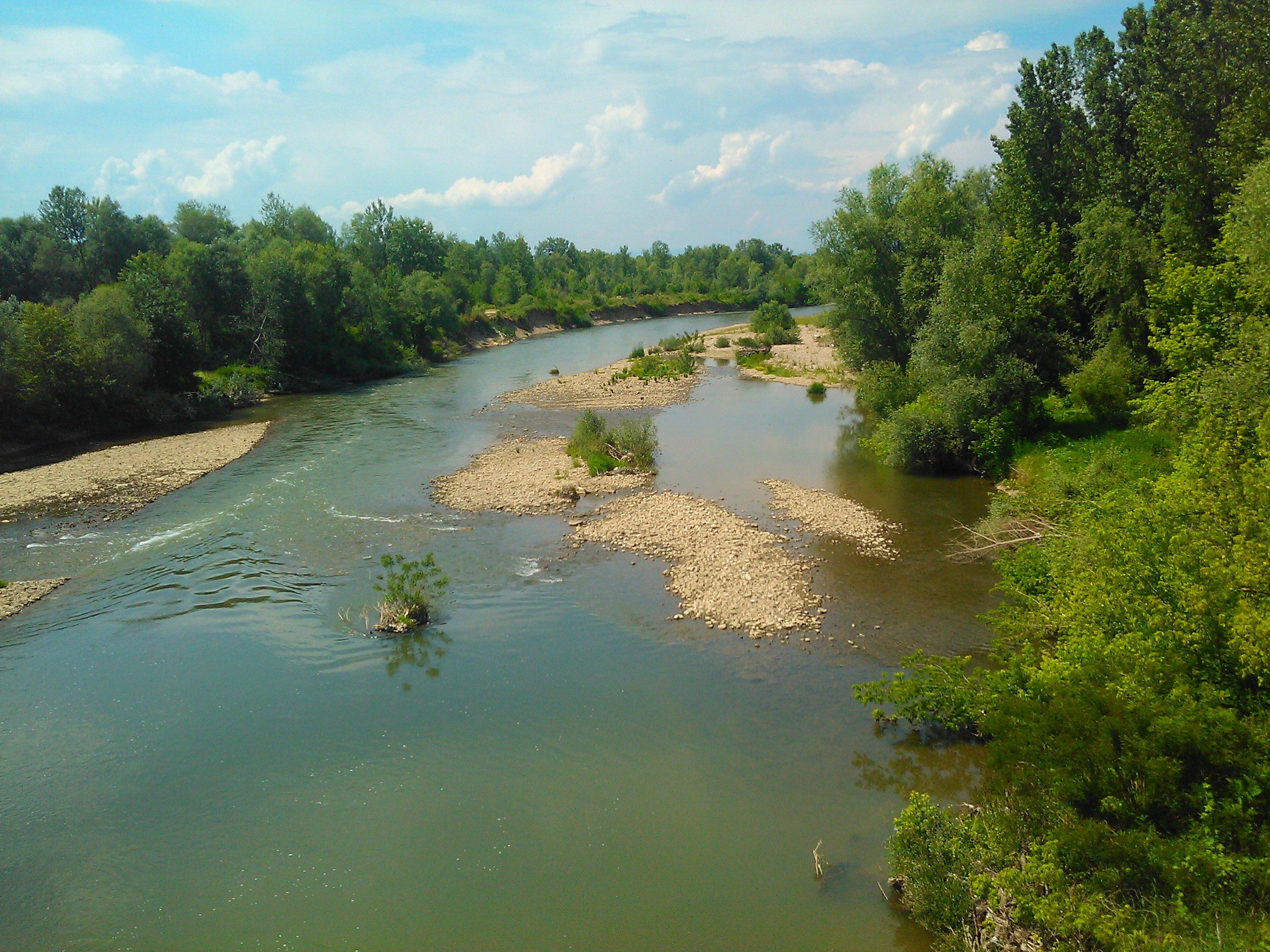
La Južna Morava près de Bogojevce

## Démographie

### Évolution historique de la population
| 1948  | 1953  | 1961  | 1971  | 1981  | 1991  | 2002  | 2011  |
| ----- | ----- | ----- | ----- | ----- | ----- | ----- | ----- |
| 1 469 | 1 531 | 1 485 | 1 526 | 1 592 | 1 517 | 1 571 | 1 354 |

|  |